# Trudy Schell
Trudy Schell, eerst bekend als Trudie Huysdens, is een Nederlands zangeres. Ze zong voor de formaties Flashback, Holland, Groupies Delite, Champagne en het duo Burtie.

## Biografie
Begin jaren zeventig zong Schell voor de band Flashback. Vanwege haar huwelijk met Okkie Huijsdens heette ze toen Trudie Huijsdens (vaak met 'y' geschreven). De band was bij elkaar in de periode van 1969 tot 1978. Er was een hit met het nummer There he comes (1970)
Tussendoor maakte ze rond de jaarwisseling van 1970/1971 deel uit van de supergroep Holland die deelnam aan de finale van 6 M. 2 N.A.P. (Beat behind the dikes). Dit was een  televisieprogramma van Bob Rooyens over Nederbiet dat in Nederland en Duitsland werd uitgezonden. Aan het project namen veel bekende Nederlandse artiesten deel. De single Hans Brinker symphony bereikte de top 10 van de hitlijsten.
Verder zong ze in Groupies Delite, een band die van 1975 tot 1978 bestond. De band speelde in de doowopstijl en had een hit met Alley oop (1976).
Haar grootste successen kende ze als zangeres van de band Champagne. Deze was geïnspireerd door ABBA en kende in de periode van 1976 tot 1983 vele hits. Rock and roll star (1976), Oh me oh my, goodbye (1977) en Valentino (1977) kwamen in de top 10 van de Nationale Hitparade. Tussendoor had ze in 1982 nog een funk/discoplaat met bandlid Bert van der Wiel in het duo Burtie (I go bananas, 1982). De single wist de hitlijsten niet te bereiken.